# Jean-Irénée Depéry
Jean-Irénée Depéry est un prélat français, né à Challex (Ain) en 1796 et mort à Gap (Hautes-Alpes) en 1861.

## Biographie
D'abord professeur au petit séminaire de Chambéry, il devient vicaire général de Belley avant d'être nommé évêque de Gap (1844).
Féru de littérature, il fonde à Embrun l'Académie flosalpine, en référence à l'académie florimontane en Savoie. Il souhaite en faire un fleuron de la vie culturelle des Hautes-Alpes.
Son travail pastoral se concentre sur l'analyse de la situation du diocèse recréé en 1823 : il demande aux curés de toutes les paroisses de répondre à un questionnaire qui donne une image particulièrement détaillée et parfois pittoresque du diocèse de Gap. Apparaissent, dans ce dossier de 27 pages pour chaque paroisse, les questions sociologiques et professionnelles et aussi les relations entre les différentes confessions religieuses (présence de Réformés parfois issus du Valdéisme, d'"illuminés" c'est-à-dire de dissidents anti-concordataires...). Les comptes rendus de ses visites pastorales montrent comment il impose le rite romain dans les premières années de son épiscopat, là où était utilisé le rite parisien : il exhorte à se munir de missels, vêtements et objets liturgiques adéquats. Ces visites pastorales sont, bien sûr, l'occasion de conférer le sacrement de confirmation et aussi de consacrer des autels (3 avril 1845 à Notre-Dame du Laus), des églises tout particulièrement dans le Champsaur et le Valgaudemar (Chauvet le 11 juin 1845, La Chapelle-en-Valgaudemar le 13 juin 1845, Aubessagne aujourd'hui Chauffayer le 9 juillet 1845, Ancelle le 19 mars 1846, Laye le 1er août 1847, Buissard le 4 juin 1848). À La Chapelle-en-Valgaudemar, l'église est placée sous le vocable de l'Immaculée Conception montrant bien l'orientation ultramontaine du ministère de Jean-Irénée Depéry. Au cours de ces visites pastorales, il insiste sur l'établissement de l'œuvre de la propagation de la foi, sur la tenue en double des registres de catholicité (ce qui est suivi d'effet), et sur la rédaction d'un registre de paroisse, chronique des faits passés et contemporains dans la paroisse. 

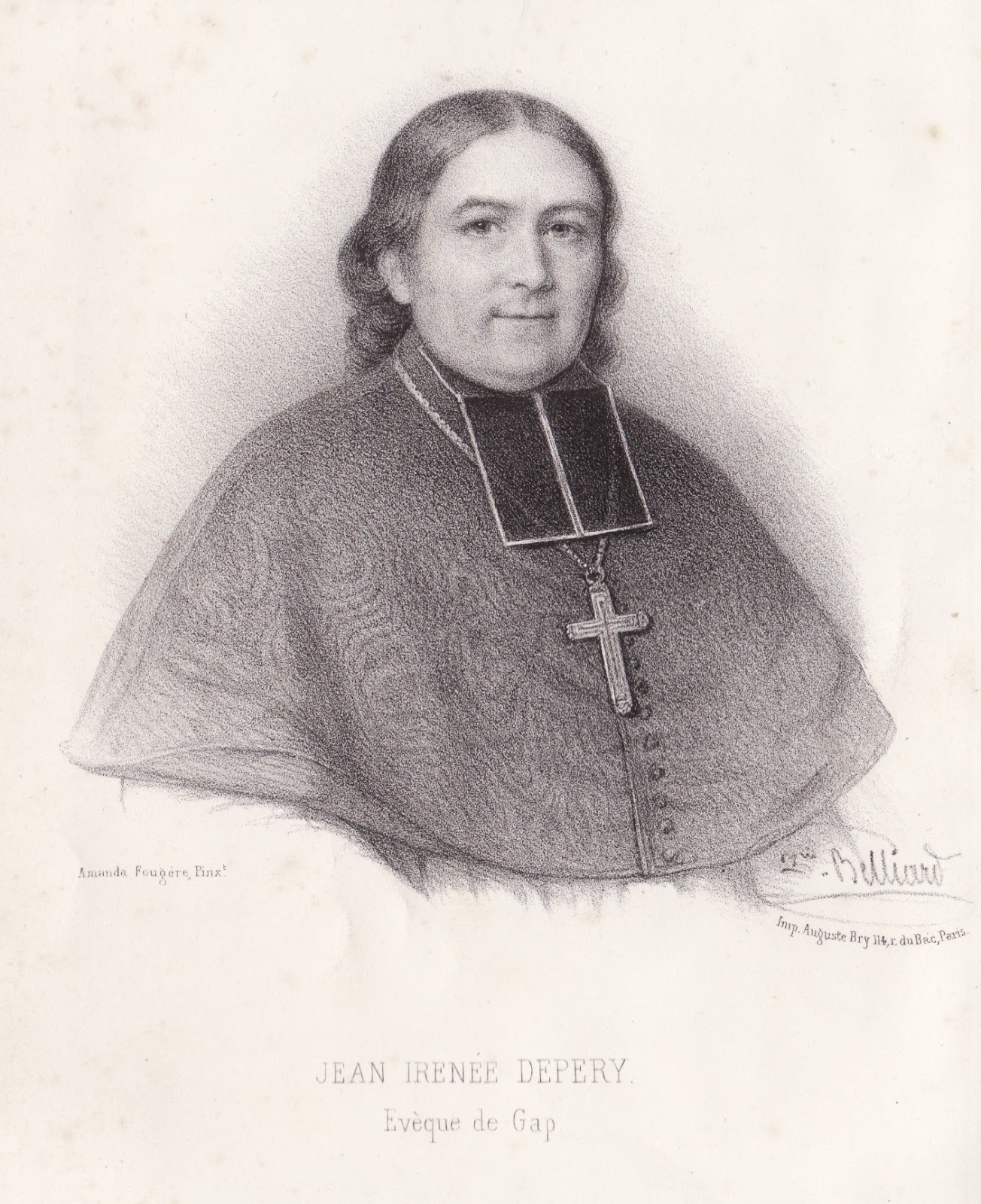
Jean-Irénée Depéry, lithographie de Zéphirin Belliard, 1853, d'après le tableau d'Amanda Fougère présenté au Salon la même année.

Il préside, en 1855, les cérémonies du couronnement de la Vierge à Notre-Dame du Laus : "la cérémonie devient pour la première fois une fête populaire célébrée en plein air en présence d'une foule abondante" ; Notre-Dame du Laus est le quatrième de ces couronnements en France au XIXe siècle sur un total de 95.
Commentant l'incrédulité que Jean-Irénée Depéry manifestait envers l'apparition de La Salette, saint Pierre-Julien Eymard, dans une lettre au chanoine Rousselot, grand défenseur de cette apparition, dépeignait Jean-Irénée Depéry comme un évêque « que tout le monde sait, à Gap et dans le diocèse, avoir bien peu la confiance de son clergé, avoir bien peu de tête ».

## Distinction
- Officier de la Légion d'honneur (11 aout 1859)[6], chevalier (1852).

## Œuvres
- Histoire hagiologique du diocèse de Belley, 1835.
- Biographie des hommes célèbres du département de l'Ain, 1835 [lire en ligne].
- Histoire politique et religieuse du pays de Gex, 1851.
- Histoire hagiologique du diocèse de Gap, 1852.

## Armes
D'azur à la foi d'argent habillée d'or, tenant le monogramme constantinien du second émail.

## Devise
Per Christum.